# 天全河
天全河，是中国长江流域的一条河流，汇入青衣江，属于大渡河水系。河长90千米，流域面积2030平方千米，年均流量108立方米每秒。自然落差2260米。水能理论蕴藏量10万千瓦。